# Asiago (formaggio)
Il formaggio Asiago è un prodotto caseario di latte vaccino a pasta semi-cotta e a denominazione di origine protetta.

## Storia
La storia del formaggio Asiago si perde in quella delle popolazioni dell'Altopiano di Asiago, da cui trae il nome. Convenzionalmente la sua origine si fa risalire intorno l'anno Mille, essendo rarissime le testimonianze provenienti dall'altopiano asiaghese relative ai secoli precedenti.
Nel fertile altopiano dei Sette Comuni l'allevamento ovino era l'attività predominante. Grazie ad esso si produceva un formaggio di latte di pecora e si ricavava la lana destinata alle attività tessili, artigianali prima e industriali poi, delle valli dell'Alto Vicentino.
Con la modernizzazione delle tecniche, intorno al 1500 gli allevamenti bovini cominciarono gradualmente a sostituire quelli ovini. In tale periodo la tecnica casearia, che ancor oggi si conserva nelle malghe altopianensi, venne notevolmente affinata e si trasferì anche nei piccoli e medi caseifici disseminati nella zona di produzione.
La produzione dell'Asiago, prevalente fin a metà Ottocento sull'altipiano omonimo, si estese poco a poco anche nella parte pedemontana, nelle zone di pianura limitrofe e nelle vicine malghe trentine. La causa principale di tale diffusione fu lo spopolamento dell'Altopiano dei Sette Comuni, dovuto all'utilizzo del territorio quale linea di fronte durante la prima guerra mondiale.
In quel periodo, si produceva solo l'Asiago d'allevo, le cui forme, fragranti a seconda della lavorazione e della maturazione, venivano tagliate solo dopo mesi di stagionatura.
Negli anni quaranta cominciò invece la produzione nel territorio di Lusiana Conco di un formaggio Asiago a più breve stagionatura, chiamato Asiago pressato, le cui forme, appena prodotte, sono sottoposte ad una pressatura sotto torchi manuali o idraulici. Si tratta di una variante tecnologica che veniva già adottata nelle malghe o negli alpeggi, soprattutto nel primo periodo di monticazione del bestiame. Questo prodotto "nuovo" ha incontrato il gusto del consumatore moderno, che privilegia i sapori dolci e morbidi.
Nel 1955 il formaggio Asiago ottenne la Denominazione Tipica e, successivamente, nel 21 dicembre 1978, la Denominazione di origine protetta.
Nel 1979 nacque il "Consorzio per la tutela del formaggio Asiago", creato da 56 caseifici sociali per salvaguardare le caratteristiche della produzione casearia, con lo scopo di perfezionare qualitativamente e quantitativamente il formaggio.
Il secolo attuale portò fama e fortuna all'Asiago; infatti s'incominciò a produrlo in quantità sempre maggiori.
Oggi l'Asiago è il quarto formaggio DOP di latte bovino del nostro Paese, per quantità prodotta. Il formaggio Asiago è conosciuto da oltre il 95% degli italiani. 

## Zone di produzione
La produzione di formaggio Asiago, oggetto di tutela D.O.P. (Denominazione di Origine Protetta), può avvenire solo all'interno di un territorio circoscritto e solo con materia lattea proveniente da allevamenti ricadenti nel suo ambito.
La zona di produzione dell'Asiago è identificata nelle province di Vicenza, Trento e in parti confinanti con esse di quelle di Padova e Treviso, corrispondenti alla loro fascia pedemontana, inclusiva dei prati irrigui circostanti le relative, copiose risorgive.
La produzione di Asiago è tipica dell'omonimo altipiano, in cui avviene in numerosi caseifici e, nella sola estate (per il tempo di vegetazione delle erbe spontanee), nelle caratteristiche malghe (di proprietà privata o, più spesso, collettiva), in virtù di usi civici antecedenti la formazione del diritto statuale italiano e da esso recepiti come fonte normativa di tipo consuetudinario.
Le malghe sull'Altopiano dei Sette Comuni sono oltre 100 e costituiscono per estensione e per numero il più importante sistema d'alpeggio dell'intero arco alpino.

### Dettagli della produzione
Il formaggio D.O.P. "Asiago" si produce solo con latte fornito da bovini allevati nelle zone dove risiedono i caseifici produttori situati in (vedi mappa):
- Provincia di Vicenza: tutto il territorio.
- Provincia di Trento: tutto il territorio.
- Provincia di Padova: il territorio dei comuni di Carmignano di Brenta, San Pietro in Gu, Grantorto, Gazzo, Piazzola sul Brenta, Villafranca Padovana, Campodoro, Mestrino, Veggiano, Cervarese Santa Croce e Rovolon.
- Provincia di Treviso: il territorio così delimitato: prendendo come punto di riferimento il paese di Rossano Veneto, in provincia di Vicenza, il limite segue la strada Rossano – Castelfranco Veneto fino al suo incrocio con la strada statale n. 53 “Postumia”. Esso costeggia tale strada, attraversa la tangenziale sud di Treviso, fino alla sua intersezione con l'autostrada di Alemagna. Il limite prosegue a nord lungo il tracciato di detta autostrada fino al fiume Piave. Piega quindi ad ovest lungo la riva destra di detto fiume fino al confine della provincia di Treviso con quella di Belluno. Da questo punto il limite si identifica con il confine della provincia di Treviso fino al punto di incontro di questo con il confine della provincia di Vicenza.

### Il consorzio per la tutela del formaggio Asiago
Il Consorzio nacque a Vicenza il 26 giugno 1979 con lo scopo di tutelare la produzione della specialità casearia dell'Altopiano di Asiago e dei Sette Comuni dalle imitazioni estere che invadevano il mercato.
Oggi il Consorzio per la tutela del formaggio Asiago conta 5 soci stagionatori e 41 soci produttori. La filiera produttiva dell'Asiago è costituita da oltre 1630 aziende agricole, con una produzione di latte trasformata annualmente in Asiago DOP superiore a 2,1 milioni di quintali.

## Tipologie
Il formaggio Asiago viene sostanzialmente prodotto in due tipi diversi: pressato (fresco) e d'allevo (stagionato) che a sua volta a seconda della durata della stagionatura si divide in tre categorie.
Asiago pressato: viene prodotto utilizzando latte intero. Viene lavorato a pasta semicruda e durante la prima cottura del latte a 35 °C si aggiungono fermenti specifici e caglio liquido. Ottenuta la cagliata, si procede a liberarla dal siero e a romperla a dimensione di un guscio di noce, quindi, si cuoce nuovamente a 45 °C circa. Dopo questa operazione si esegue una prima salatura a secco e si ripone la pasta in appositi stampi a pareti forate; a questo punto la forma viene pressata con un torchio, solitamente idraulico, per circa quattro ore.
Successivamente le forme vengono avvolte lateralmente con fascere di plastica, che imprimono il marchio Asiago attorno a tutta la forma e vengono messe in un locale, chiamato "frescura", per 2-3 giorni ad asciugare. Si tolgono le fascere per eseguire l'ultima salatura mediante un bagno in salamoia per altri due giorni e infine si mettono le forme a maturare per un periodo che va dai 20 ai 40 giorni. Il formaggio finito si presenta con forma cilindrica dal diametro di 30–40 cm e l'altezza di circa 15 cm. Il peso medio di una forma è di 11–15 kg.
La crosta è sottile ed elastica; la pasta interna è morbida, burrosa, di colore bianco o leggermente paglierino e con occhiatura irregolare. Il sapore, dolce e delicato, ricorda la panna e il latte appena munto. Può essere consumato come formaggio da tavola o come ingrediente per molteplici ricette.
Asiago d'Allevo: lavorato a pasta semicotta, con latte vaccino proveniente da due mungiture, mattutina e serale, di cui una scremata per affioramento naturale.
Per questo tipo di Asiago, la cagliata viene rotta con un apposito strumento chiamato "spino" così da raggiungere la dimensione di un chicco di riso; successivamente la cagliata viene cotta altre due volte prima a 40 °C e poi a 47 °C. A questo punto il prodotto grezzo, dopo essere stato posto nelle fascere che imprimono il marchio Asiago, è salato in leggera salamoia e messo a stagionare.
È chiamato in questo determinato modo perché la stagionatura rappresenta un effettivo "allevamento" indotto in locali appositamente adibiti.
La durata della stagionatura darà luogo alla denominazione di vendita.
- Asiago mezzano, stagionato per 3-5 mesi.[6] La pasta è compatta, anche se ancora abbastanza morbida, di colore paglierino abbastanza intenso, con occhiatura di piccola e media grandezza, di sapore ancora dolce.
- Asiago vecchio, stagionato per 9-18 mesi. A pasta dura, compatta, di colore paglierino, con occhiatura media e sapore deciso, tendente al piccante.
- Asiago stravecchio, stagionato per due anni o più. La pasta è molto dura, granulosa, di colore paglierino, con occhiatura abbastanza piccola. Il sapore è intenso, avvolgente, penetrante.

Si usano localmente varie altre denominazioni, come mezzanello (dolce o piccante), che si riferisce al grado di stagionatura e ai caratteri organolettici, che diventano più marcati con il protrarsi della maturazione; vezzena, sostanzialmente un Asiago d'allevo prodotto nel contiguo altopiano di Vezzena, e altre ancora, in genere collegate al caseificio di produzione.
Il prodotto finito ha forma cilindrica con 30–36 cm di diametro e circa 10 cm di altezza; il peso di ogni forma varia dai 9 ai 12 chilogrammi.
La crosta è sottile ma dura, liscia e regolare, di colore ambrato nel mezzano e bruno nel vecchio e stravecchio. Anche la pasta interna e il sapore sono molto diversi a seconda della stagionatura e meritano quindi descrizioni separate.

## Identificazione
Al formaggio viene posta una marcatura all'origine costituita da una serie di scritte "ASIAGO" e dal logo della DOP impressi sul bordo (scalzo) del formaggio, che ne attestano l'origine. Presenta inoltre un numero di matricola impresso sullo scalzo di ogni forma per identificare il caseificio produttore. Tutte le forme di Asiago sono numerate: dal numero si può risalire alla data di produzione, ai dati della lavorazione, ai nominativi degli allevatori produttori di latte.

## Conservazione
L'Asiago fresco si conserva meno di quello d'allevo, per cui si consiglia di conservare le fette in pellicola a temperature di 8-9 °C e consumarlo velocemente. L'Asiago d'allevo "stravecchio" si conserva con buoni risultati anche avvolto in una tela e anche a temperature più elevate.

## Abbinamenti enogastronomici
L'Asiago fresco, per la sua delicatezza, richiede vini altrettanto delicati, bianchi freschi e leggeri o rosati morbidi e leggeri. Se servito come aperitivo può essere accompagnato anche da spumanti secchi.
Alcuni esempi: Valpolicella classico, Vernaccia di San Gimignano, Biferno rosato, Franciacorta spumante brut.
Per l'Asiago d'allevo la scelta del vino è in funzione della sua stagionatura, quindi più è stagionato più serve un vino strutturato.
Alcuni esempi: Cabernet Colli Berici, Colli del Trasimeno rosso, Solopaca, Cabernet del Piave, Venegazzu.
L'Asiago stagionato esalta le sue migliori caratteristiche con vini rossi fermi e di medio corpo, in particolare di vini DOC prodotti in Veneto. Alcuni esempi sono il Bardolino Superiore, il Merlara Rosso e il Pinot Nero di Vicenza, dagli odori delicati e sapori asciutti e sapidi.

## Valori nutritivi
Il contenuto proteico nell'Asiago è superiore a quello che si trova in un'eguale quantità di carne e varia da una media del 24% per l'Asiago fresco e del 28% per l'Asiago allevo.
Per quanto riguarda i grassi, anche qui il contenuto si differenzia a seconda del tipo. L'Asiago fresco ha una percentuale di grassi sulla sostanza secca del 46-48%; l'Asiago stagionato del 42-44% (fonte: Istituto Lattiero Caseario e di Biotecnologie Agroalimentari di Thiene). Inoltre, il contenuto in colesterolo è modesto in rapporto alla percentuale di grassi.
I sali minerali compresenti nella composizione del latte (calcio e fosforo) si conservano largamente nel formaggio, dove si aggiunge - nella lavorazione - il cloruro di sodio (sale) in quantità variabile a seconda che si tratti di una pasta più o meno "dolce", da 1,5 g/100 g dell'Asiago fresco a 2,5 g/100 g dell'Asiago stagionato.
Il pH assume valori attorno al 5,50-5,60, confermando che l'Asiago è formaggio "dolce" poco fermentato, con abbondante presenza di fermenti lattici vivi, nel caso del tipo fresco, stante la breve stagionatura.
Contiene vitamine in significative quantità del tipo A, B, B2, e PP.
Contenuto calorico: 382 calorie per l'Asiago stagionato e 368 per l'Asiago fresco su 100gr di prodotto.
Asiago 1 porzione pari a 28 g fornisce:
- Energia: 110 calorie (460 kJ)
- Proteine: 7,5 g
- Carboidrati: 0,67 g
- Grassi totali: 8,7 g
- Fibre: 0,0 g
- Eccellente[7] fonte di: Calcio (226 mg)
- Buona[8] fonte di: Fosforo (145 mg)